# Клён граболистный
Клён граболи́стный (лат. Acer carpinifolium, яп. 千鳥の木 тидори но ки или 山柴楓 ямасиба каэдэ) — вид деревьев рода Клён (Acer) семейства Сапиндовые (Sapindaceae). Естественно произрастает на японских островах Хонсю (в западной части), Сикоку и Кюсю. Название происходит от сходства листьев с листьями деревьев рода Граб.

## Условия произрастания
Встречается на высотах от 200 до 1500 метров над уровнем моря, в широколиственных лесах, большей частью на хорошо увлажнённых почвах, вдоль ручьёв.

## Описание
Листопадное дерево высотой до 10 метров, в Центральной Европе достигает за 20 лет высоты 5 метров. Побеги голые, сначала красновато-коричневые, позже кора приобретает цвет от серого до тёмно-серого.

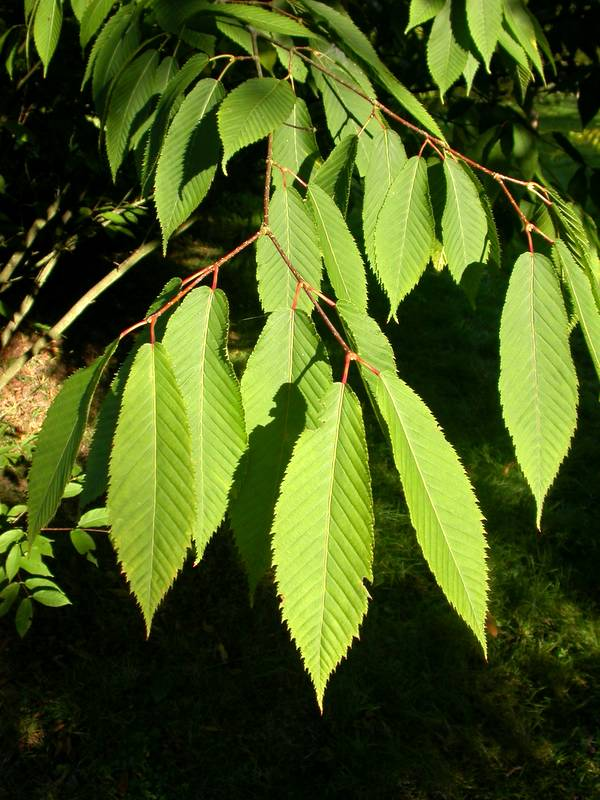
Листья похожи на листья граба японского

Листья цельные, яйцевидные, длиной 8—13 см и шириной 3—7 см. Край листа двупильчатый, основание закруглено, слегка сердцевидное. Черешок длиной от 1 до 2 см длиной. Нижняя часть листа у основания опушена и имеет более светлый цвет, чем верхняя. От средней жилки ответвляются от 18 до 25 пар выдающихся боковых, что образует характерный, необычный для кленовых листьев признак. Осенняя окраска жёлто-коричневая.
Цветы зеленовато-жёлтые, двудомные, шириной около 1 см, собраны в неопушённые кисти. Мужские соцветия включают 10—15 цветков, женские соцветия состоят из 5—10 цветков. В цветке обычно четыре, иногда пять чашелистиков и лепестков. В мужских цветах лепестки редуцированы или отсутствуют, они имеют большей частью по четыре (до шести или десяти) тычинок. Женские цветы имеют наряду с гинецеем также редуцированные, неплодоносящие тычинки. Время цветения — май, одновременно с распусканием листьев.
Плод — парная крылатка с соединёнными под прямым углом крылышками, загнутыми внутрь.

## Классификация

### Таксономия
Вид Клён граболистный входит в род Клён (Acer) семейства Сапиндовые (Sapindaceae).
|  |                                      |  |                                                       |                                                       |                      |  | ещё 8 семейств (согласно Системе APG II) | ещё 8 семейств (согласно Системе APG II) |                       |  |  |  | ещё более 100 видов |
|  |                                      |  |                                                       |                                                       |                      |  | ещё 8 семейств (согласно Системе APG II) | ещё 8 семейств (согласно Системе APG II) |                       |  |  |  | ещё более 100 видов |
|  |                                      |  |                                                       | порядок Сапиндоцветные                                |                      |  |                                          |                                          | род Клён              |  |  |  |                     |
|  |                                      |  |                                                       | порядок Сапиндоцветные                                |                      |  |                                          |                                          | род Клён              |  |  |  |                     |
|  | отдел Цветковые, или Покрытосеменные |  |                                                       |                                                       | семейство Сапиндовые |  |                                          |                                          | вид Клён граболистный |  |  |  |                     |
|  | отдел Цветковые, или Покрытосеменные |  |                                                       |                                                       | семейство Сапиндовые |  |                                          |                                          |                       |  |  |  |                     |
|  |                                      |  | ещё 44 порядка цветковых растений (по Системе APG II) | ещё 44 порядка цветковых растений (по Системе APG II) |                      |  |                                          | ещё 140—150 родов                        | ещё 140—150 родов     |  |  |  |                     |
|  |                                      |  |                                                       | ещё 44 порядка цветковых растений (по Системе APG II) |                      |  |                                          |                                          | ещё 140—150 родов     |  |  |  |                     |

## Использование
Иногда культивируется в качестве декоративного растения в регионах с умеренным климатом. Изредка выращивается в ботанических садах, в частности в Санкт-Петербурге, в парке Ботанического сада Петра Великого БИН РАН.

## Изображения

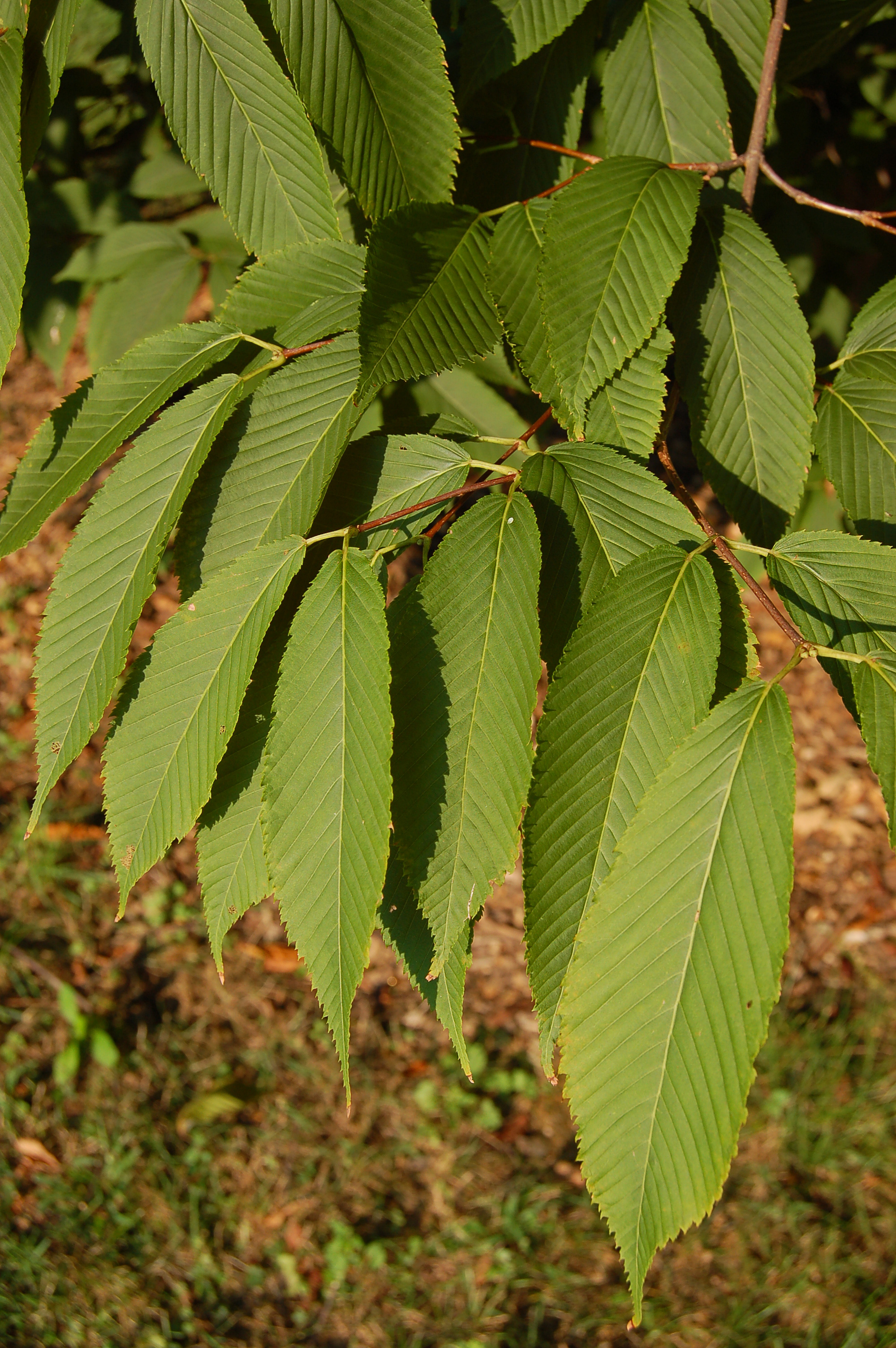
Листва
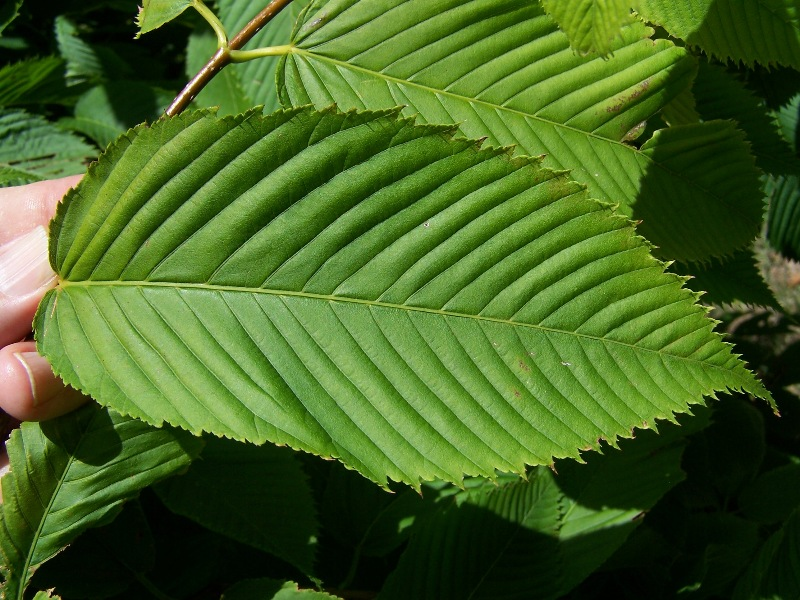
Листья на дереве в арборетуме Мортон
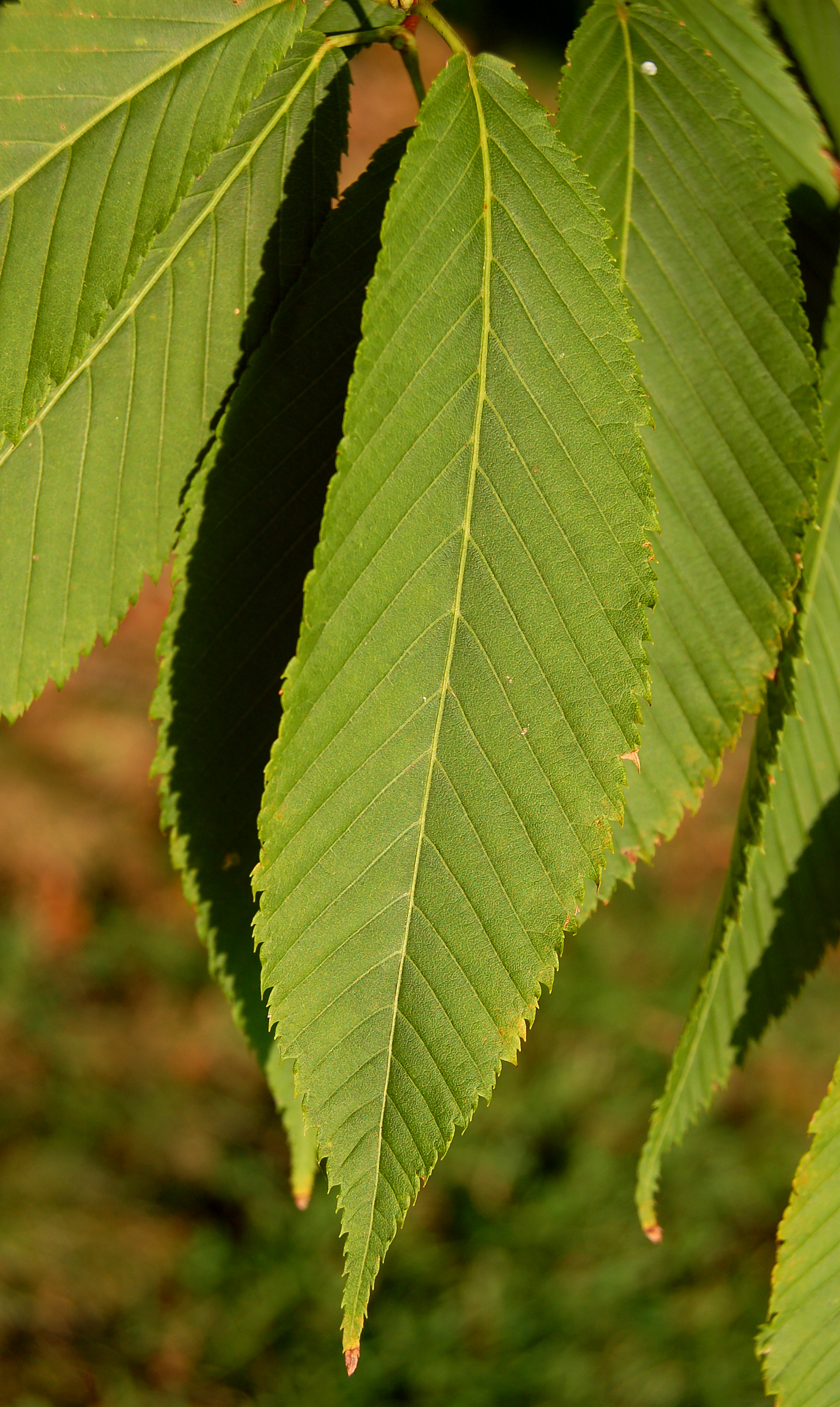
Листья